# 肥前吉田焼
肥前吉田焼（ひぜんよしだやき）は佐賀県嬉野市にて焼かれる江戸時代から続く磁器である。

## 歴史
伝説によると戦国時代に生産を開始したとするが今日的には否定されている。生産開始は発掘調査結果から1650年～1660年代と推定される。享和年間から食器などの生活雑器を中心に焼き、繁栄した。だが天保年間に入り、生産過剰により単価が下落、窮地に立たされた。吉田焼の原材料は天草陶石であり、近隣の塩田津から荷揚げされた。
明治に入り、磁器生産の「精成社」が吉田山に創業された。主に輸出用の食器を生産した。有田から学んだ技術の向上もあり中国・朝鮮などに市場を広げ、大正年間には朝鮮半島向けの市場を独占するほど好景気に沸いた。しかし後の朝鮮の情勢悪化や他生産地の台頭などもあり、次第に衰えていった。しかし、窯場を集めて共同出資した吉田製陶株式会社の設立などで合理化を図り、廃絶は免れ今日に至っている。現在は11軒の窯元があり、嬉野温泉の発展に伴い観光客向けの食器を多数焼いている。

## 特徴
肥前吉田焼は古くから生活向けの食器類を焼いてきており、確立されたスタイルは存在しない。主に染付磁器・色絵などを焼いているが、窯元によって伝統的な青磁から現代的なデザイン、伝承や物語をあしらった意匠のものなど様々である。また作品も湯呑み、茶碗、酒器からコーヒーカップ、花瓶まで幅広い。非常にリベラルな作風を持った陶磁器といえる。